# Remigia uberia
Remigia uberia är en fjärilsart som beskrevs av Alfred Ernest Wileman 1923. Remigia uberia ingår i släktet Remigia och familjen nattflyn. Inga underarter finns listade.